# Дрянин, Виталий Филиппович
Виталий Филиппович Дрянин (5 мая 1905, Старый Оскол, Курская губерния — 28 октября 1957, Полтава) — советский военачальник, генерал-майор авиации (18.09.1943).

## Биография
Родился в городе Старый Оскол, ныне в Белгородской области, России. Русский.
До службы в армии работал слесарем в железнодорожном депо станции Старый Оскол.

## Военная служба
В октябре 1927 года призван в РККА и направлен в 31-й авиапарк 26-й отдельной авиаэскадрильи ВВС СКВО в город Ростов-на-Дону. С декабря проходил обучение в школе младших авиаспециалистов при Новочеркасской авиабригаде.
В апреле 1928 года командирован в Ленинградскую военно-теоретическую школу летчиков. После прохождения теоретического курса в июне 1929 года переведен во 2-ю военную школу летчиков им. Осоавиахима СССР для обучения практическим полетам. В октябре 1930 года окончил последнюю и был назначен младшим летчиком во 2-ю истребительную авиаэскадрилью ВВС ККА в город Баку.
В декабре 1931 года переведен в 14-ю военную школу летчиков в город Энгельс, где проходил службу летчиком-инструктором и командиром звена. В марте 1933 года назначен командиром корабля 71-й тяжелобомбардировочной авиаэскадрильи ВВС УВО в городе Запорожье, с июля 1935 года командовал отрядом в 61-й тяжелобомбардировочной авиаэскадрилье в город Полтава. В ноябре 1936 года Дрянин там же был назначен инструктором по технике пилотирования 16-й авиабригады.
В мае 1938 года переведен командиром эскадрильи в 53-й авиаполк ВВС МВО. В ходе Советско-финляндской войны принимал участие в боях в должности командира эскадрильи и помощника командира 53-го дальнебомбардировочного полка в составе особой авиагруппы Г. П. Кравченко. Лично совершил 13 дневных боевых вылетов на дальние цели. По окончании боевых действий в апреле 1940 года майор Дрянин назначается командиром 83-го дальнебомбардировочного авиаполка ВВС ЗакВО. Указом ПВС СССР от 21 февраля 1941 года награжден орденом Красной Звезды.

### Великая Отечественная война
С началом войны продолжал командовать полком. В период с 25 по 28 августа 1941 года участвовал с ним в походе в Иран.
29 августа 1941 года подполковник Дрянин был назначен командиром 133-й дальнебомбардировочной авиадивизии ВВС ЗакВО и с 13 октября вступил с ней в боевую работу. Постановлением ГКО от 5 марта 1942 года она была переименована в 36-ю авиадивизию ДД, а полковник Дрянин утвержден ее командиром. С мая по июль 1943 года на базе управления 36-й авиадивизии ДД было сформировано управление 8-го авиакорпуса ДД. В дальнейшем дивизия вела боевые действия в его составе. Участвовала в обеспечении прохода транспортов союзников в северные порты, в нанесении ударов с воздуха по портам Балтийского моря — Рига, Либава и Мемель, военным объектам в Восточной Пруссии, Литве и Белоруссии.
В дальнейшем ее части отличились в Смоленской, Духовщино-Демидовской, Белорусской, Витебско-Оршанской, Минской, Полоцкой, Вильнюсской, Рижской и Таллинской наступательных операциях, при освобождении городов Духовщина, Смоленск, Орша, Борисов, Молодечно, Полоцк, Лида, Вильнюс, Таллин, Рига. За успешные боевые действия в Смоленской наступательной операции и освобождение Смоленска дивизии 25 сентября 1943 года получила почетное наименование «Смоленская», а один ее полк стал гвардейским. За отличия в Рижской наступательной операции и при освобождении города Рига она была награждена орденом Красного Знамени. С конца декабря 1944 года дивизия входила в 18-ю воздушную армию. На заключительном этапе войны она успешно действовала в Кёнигсбергской, Восточно-Померанской наступательных операциях, при овладении городами Кенигсберг и Данциг.
В апреле 1945 года генерал-майор авиации Дрянин назначен заместителем командира 3-го гвардейского бомбардировочного авиационного Сталинградского корпуса ДД и в составе 18-й воздушной армии участвовал с ним в битве за Берлин.
За время войны комдив Дрянин был два раза персонально упомянут в благодарственных в приказах Верховного Главнокомандующего.

### Послевоенное время
После войны продолжал служить в том же корпусе в составе 18-й и 1-й воздушных армий ДА.
С марта 1947 года по февраль 1949 года на учебе в Высшей военной академии им. К. Е. Ворошилова, затем был назначен командиром 2-го гвардейского бомбардировочного авиационного Брянского корпуса ДА. После его расформирования в августе 1953 года назначен командиром 13-й гвардейской тяжелобомбардировочной авиационной Днепропетровско-Будапештской ордена Суворова дивизии ДА.
В 1952 году был избран делегатом XIX съезда ВКП(б). С ноября 1954 года — начальник Центральных летно-тактических курсов усовершенствования офицерского состава дальней авиации в городе Иваново.
5 мая 1955 года генерал-майор авиации Дрянин уволен в запас.
Жил в Полтаве, работал инспектором рыбнадзора. Погиб 28 октября 1957 году от рук браконьеров.

## Награды
- орден Ленина (20.04.1953)[5]
- два ордена Красного Знамени (в том числе: 06.11.1947[5])[1]
- орден Суворова II степени[1]
- орден Кутузова II степени (17.04.1945)[6]
- два ордена Красной Звезды (21.02.1941[1], 03.11.1944[5])

медали в том числе:
- - «За оборону Москвы»
  - «За оборону Советского Заполярья»
  - «За победу над Германией»
  - «За взятие Кенигсберга»
  - «За взятие Берлина» (05.12.1945)[7]

Приказы (благодарности) Верховного Главнокомандующего в которых отмечен В. Ф. Дрянин.
- За форсирование реки Днепр и за овладение штурмом крупным областным центром городом Смоленск — важнейшим стратегическим узлом обороны немцев на Западном направлении. 25 сентября 1943 года № 25.
- За овладение городом и крепостью Гданьск (Данциг) — важнейшим портом и первоклассной военно-морской базой немцев на Балтийском море. 30 марта 1945 года. № 319.